# Mayener Basaltlava

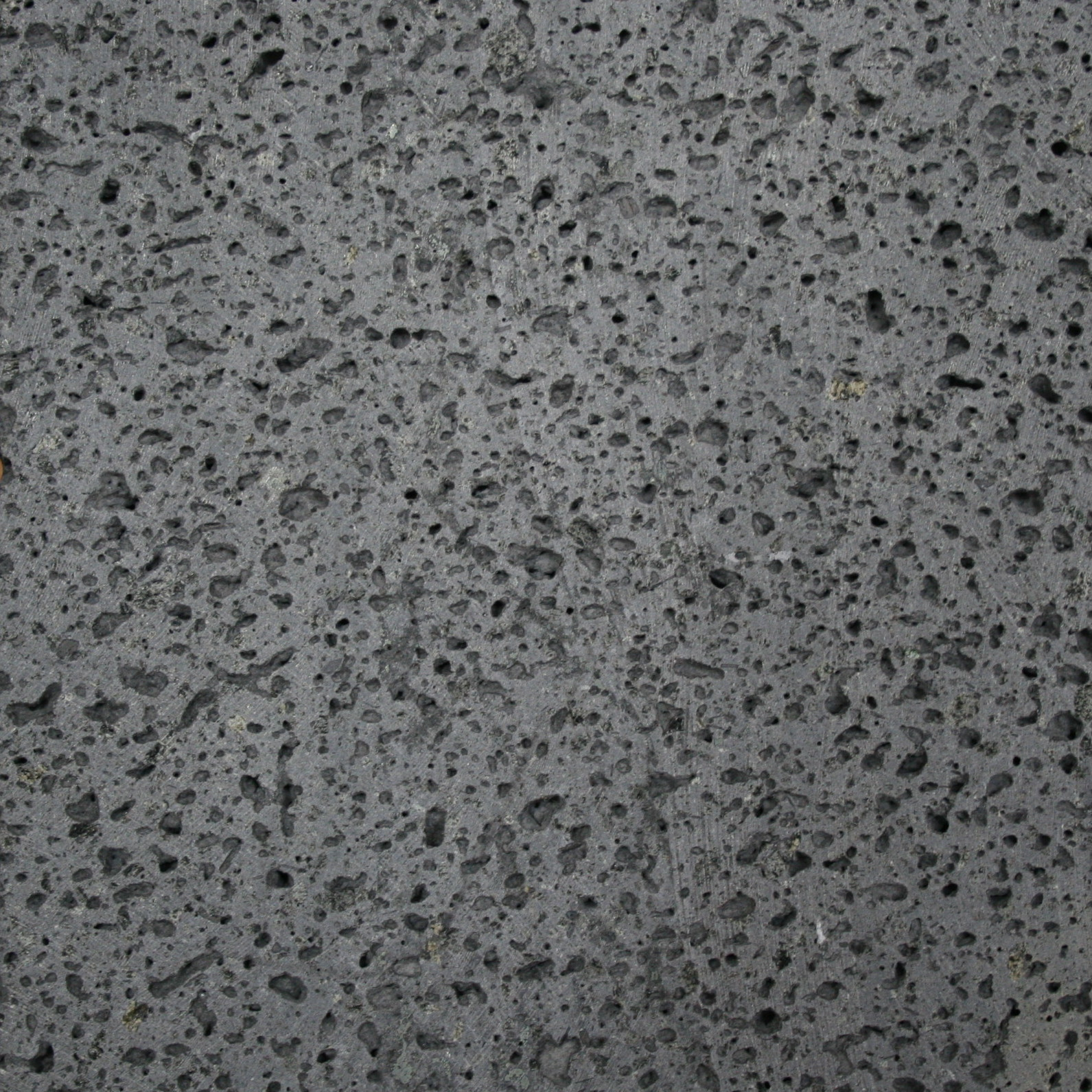
Muster der Mayener Basaltlava (ca. 15×15 cm)

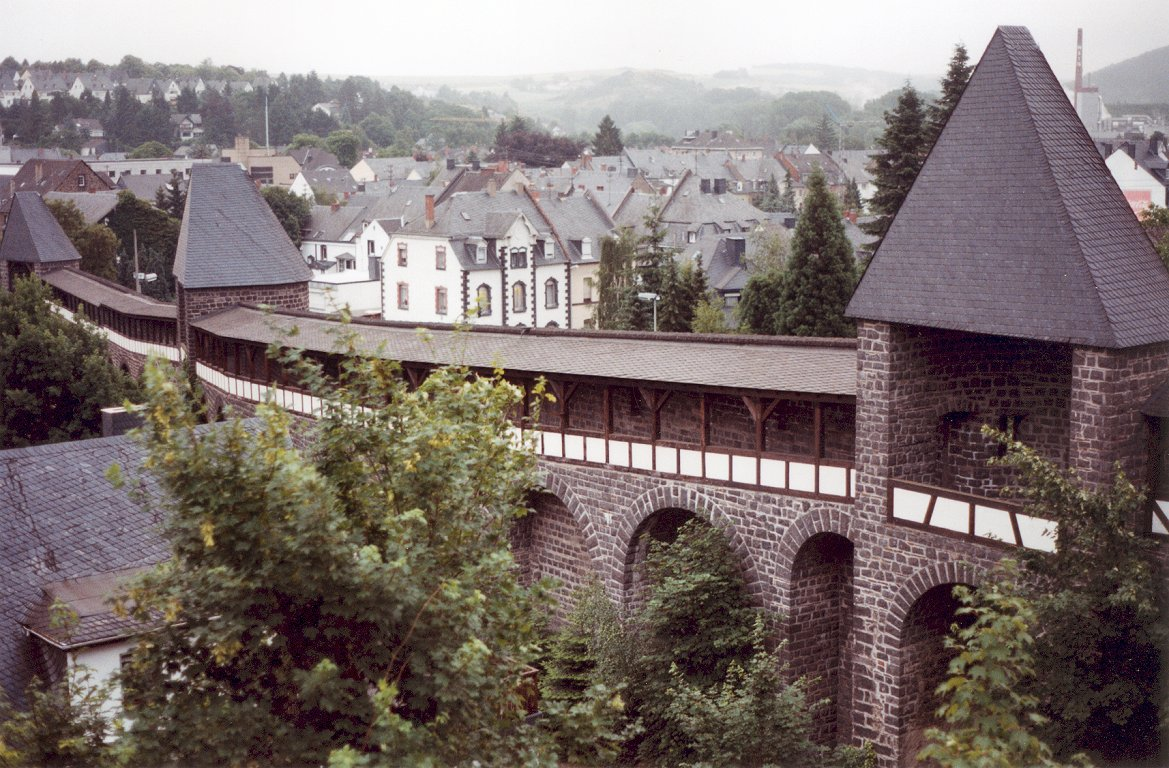
Die Mayener Stadtbefestigungsanlage ist aus Mayener Basaltlava

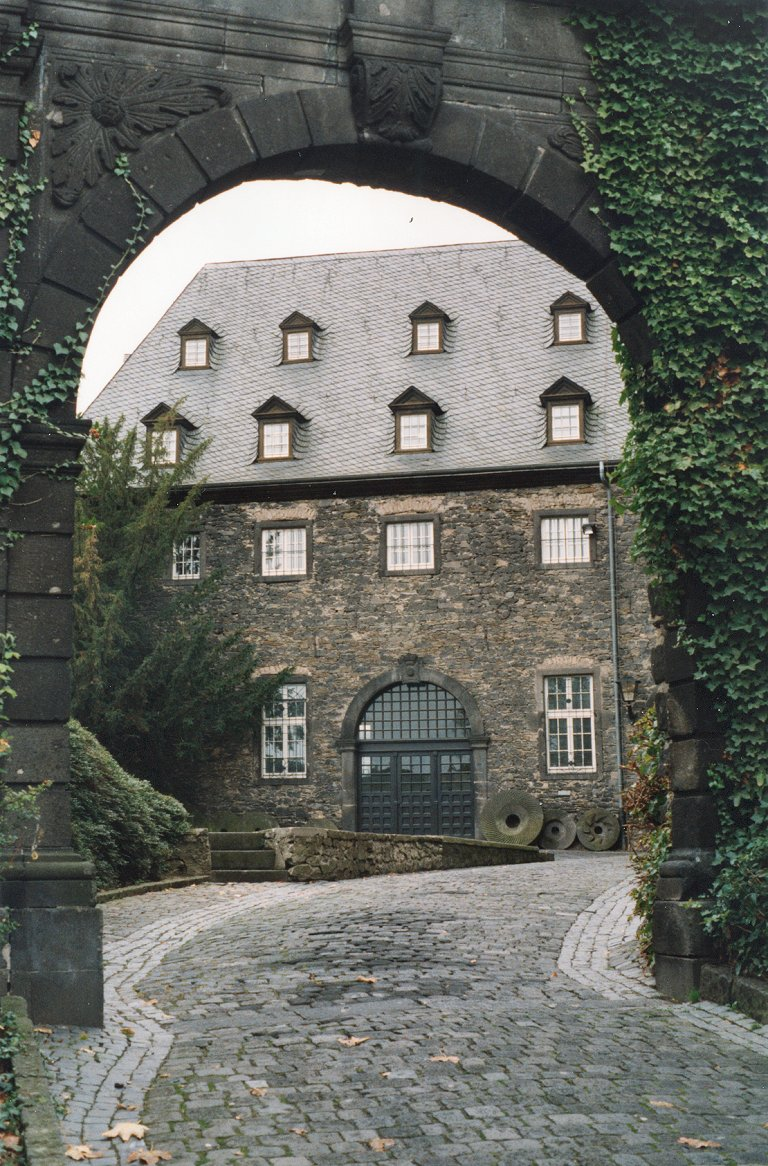
Marstall der Genovevaburg in Mayen: Portale, Tür und Fensterumrahmungen aus Mayener Basaltlava (rechts vor dem Marstall sind Mayener Mühlsteine zu sehen)

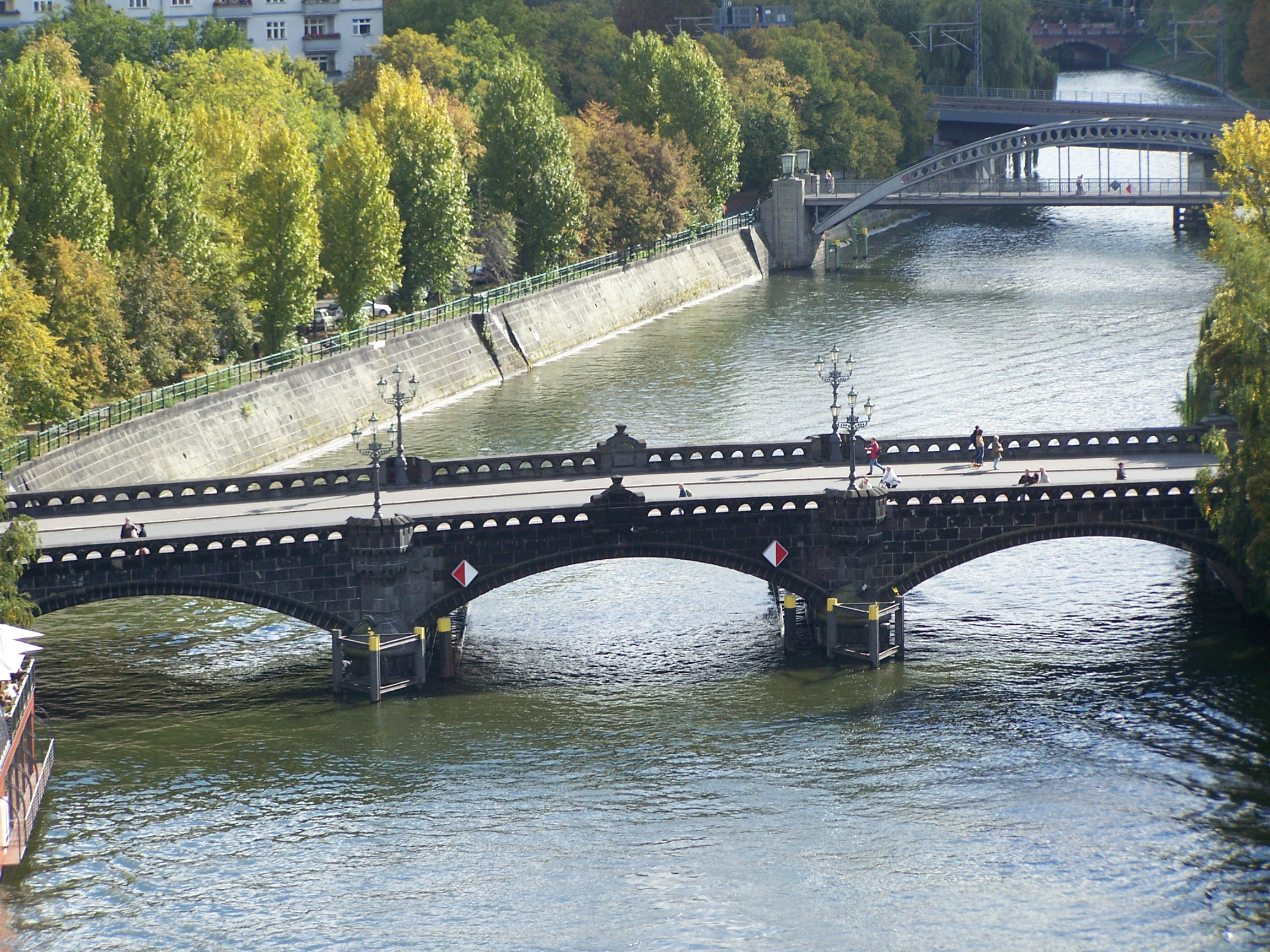
Moabiter Brücke in Berlin aus Mayener Basaltlava

Mayener Basaltlava ist ein Handelsname für ein Gestein, welches vornehmlich im Mayener Grubenfeld bei Mayen in der Osteifel in Rheinland-Pfalz abgebaut wird. Dieses vulkanische Gestein, das wissenschaftlich als Leucit-Tephrit bezeichnet wird, entstand im Quartär.

## Geologie
Die Vulkaneifel wird in die Hocheifel, West- und die Osteifel eingeteilt. Die ältesten vulkanischen Ausbrüche fanden vor rund 45 bis 24 Millionen Jahren in der Hocheifel statt. In der Westeifel begann der Vulkanismus dann wieder vor 700.000 Jahren mit der Bildung von Schlackenkegeln und Maaren. In der Osteifel begannen die vulkanischen Aktivitäten vor 500.000 Jahren. Vor 450.000 bis 350.000 Jahren wurden im Bereich Rieden riesige Mengen von Bims und vulkanischer Asche ausgestoßen, wodurch mehrere Tuffe entstanden. Der letzte große Vulkanausbruch fand in der Eifel vor etwa 13.000 Jahren am Laacher See statt. Danach gab es nur noch eine kleinere Eruption, die vor 11.000 Jahren zur Entstehung des Ulmener Maars führte.
Die Mayener Basaltlava entstand vor 200.000 Jahren bei Ausbrüchen des Bellerberg-Vulkans. Daneben entstanden damals auch die Mendiger Basaltlava bei Mendig und die Basaltlava Plaidt (ein Basanit) bei Plaidt.

## Gesteinsbeschreibung und Mineralbestand
Die Mayener Basaltlava ist hellgraublau gefärbt. Sie zeigt relativ gleichmäßig verteilte blasenförmige Poren und es finden sich vereinzelt weiße, graue und grüne Einsprenglinge. Die maximale Porengröße liegt bei 5 mm.
Die Festbestandteile betragen 70 Prozent und der sichtbare Porenraum 30 Prozent. Die feinkörnige Grundmasse besteht zu 93 Prozent (Aegirin-Augit, Titanaugit, Leucit, Plagioklas, Nosean, Magnetit, Korund, Zirkon und opake Bestandteile). Die Einschlüsse von Pyroxen, Leucit, Nosean und Gesteinsfragmente belaufen sich auf 7 Prozent.

## Verwendung
Mayener Basaltlava ist exzellent verwitterungsbeständig und frostfest. Diese Basaltlava ist an zahlreichen Bauwerken im Raum Mayen für Mauersteine für Massivbauten, Boden- und Treppenbeläge, Fensterbänke, Türumrahmungen und Fenstergesimse, Fassadenplatten, Grabdenkmäler und Steinbildhauerarbeiten verwendet worden. Die Basaltlava ist frost-tausalzbeständig und eignet sich insbesondere für rutschsichere Treppen- und Bodenbeläge im Außenbereich. 
Bereits in der Zeit des antiken Roms wurde Basaltlava abgebaut und es sollen bis zu 600 Personen mit dem Abbau von Reib- und Mahlsteinen bei Mayen befasst gewesen sein. Zahlreiche Basaltkreuze wurden im Mittelalter um Mayen aufgestellt und am Kölner Dom wurde dieses Gestein bereits ab 1830 aufgrund seiner Beständigkeit eingebaut.

## Symposion
Unter dem Titel „Lapidea“ fand von 1985 bis 2006 in Mayen ein Bildhauersymposion mit Mayener Basaltlava und anderen regionalen Gesteinen statt.

## Ähnliche Gesteine
- Mendiger Basaltlava bei Mendig (Eifel in Rheinland-Pfalz)
- Basaltite bei Bolsena (Umbrien in Italien)